# Itaiópolis
Itaiópolis est une ville brésilienne du nord de l'État de Santa Catarina.

## Géographie
Itaiópolis se situe par une latitude de 26° 20′ 11″ sud et par une longitude de 49° 54′ 23″ ouest, à une altitude de 925 mètres.
Sa population était de 20 315 habitants au recensement de 2010. La municipalité s'étend sur 1 295 km2.
Elle fait partie de la microrégion de Canoinhas, dans la mésorégion nord de Santa Catarina.

## Histoire
L'histoire d'Itaiópolis réúnit de nombreuses communautés. La ville tire son origine de la ville de l'État de Paraná, Rio Negro. Les premiers colons arrivèrent en 1891, en provenance d'Angleterre. Des immigrants russes, polonais et allemands arrivèrent peu après. Avec les familles de tropeiros qui parcouraient la région, ils fondèrent le noyau de peuplement où se situe la ville de nos jours. Itaiópolis appartint à l'État du Paraná et devint municipalité en 1909. Cependant, un accord de 1917, après la guerre du Contestado, la fit redevenir district, de la ville de Mafra cette fois, dans l'État de Santa Catarina. Un an après, Itaiópolis redevint une municipalité indépendante.

## Administration
La municipalité est constituée de trois districts :
- Itaiópolis (siège du pouvoir municipal)
- Iraputã
- Itaió

## Villes voisines
Itaiópolis est voisine des municipalités (municípios) suivantes :
- Mafra
- Rio Negrinho
- Doutor Pedrinho
- Vitor Meireles
- José Boiteux
- Santa Terezinha
- Papanduva